# ژرارد پرگو
ژرارد پرگو (انگلیسی: Girard-Perregaux) یک کارخانه سازنده ساعت مچی لوکس سوئیسی است که ریشه آن به سال ۱۷۹۱ برمی گردد. شهرت بیشتر این برند به خاطر توربیلون تاریخی با سه پل طلا است که بلافاصله پس از راه اندازی ساعت در نمایشگاه بین‌المللی ۱۸۸۹ در پاریس با مدال طلا اعطا شد.